# Бубарство
Бубарството е специфичен дял от животновъдството за отглеждане на копринени буби и производство на коприна. Макар че се използват различни видове копринени пеперуди, основният вид, използван в бубарството, е Bombyx mori.

## История
За производството на коприна се споменава още в древни китайски текстове, датирани от 2700 г. пр.н.е. Археологически проучвания сочат, че бубарството е било развито още в 5000 – 10 000 г. пр.н.е. През първата половина на 1 век пр.н.е. отглеждането на буби достига и до древната държава Хотан, а през 3 век – и до Индия. По-късно то навлиза и в Европа, Средиземноморието и други азиатски страни.
Бубарството в България се е практикувало още през VII – XI век, но особено силно се развива в края на XIX век. От особено значение е фабриката на Стефан Карагьозов във Велико Търново, основана през 1861 г. В края на 80-те години на XX век в България са произвеждани 1500 тона сурови пашкули, а страната е заемала 8-о място в света и първо в Европа по производство.

## Други
На копринарството е наречена улица „Копринарска“ в квартал „Орландовци“ в София (Карта).